# یاسوئه نوریهیرو
یاسوئه نوریهیرو (به ژاپنی: 安江仙弘, Yasue Norihiro); ۱۲ ژانویهٔ ۱۸۸۶ – ۴ اوت ۱۹۵۰) فرد نظامی اهل ژاپن بود.